# Paulo Sérgio Baptista
Paulo Sérgio Baptista (nascido em 9 de maio de 1964), mais conhecido como Serginho, é um ex-jogador brasileiro de futsal, que atuava na posição de goleiro. Ele fez parte da Seleção Brasileira de Futsal que conquistou o segundo título mundial em 1992 e o terceiro em 1996.